# بری فلتمن
بری فِـلتمَـن (انگلیسی: Barry Flatman؛ زادهٔ ۱۹۵۰ میلادی) بازیگر اهل کانادا است.
از فیلم‌ها یا مجموعه‌های تلویزیونی که وی در آن‌ها نقش داشته است، می‌توان به کارآگاهان خصوصی، اره ۳، اسم من تانینو است و فارگو اشاره نمود.